# Nadrzewniki
Nadrzewniki (Dendromurinae) – podrodzina ssaków z rodziny malgaszomyszowatych (Nesomyidae). 

## Zasięg występowania
Podrodzina obejmuje 6 rodzajów i 24 gatunki niewielkich ssaków zamieszkujących w Czarnej Afryce.

## Charakterystyka
Podrodzina obejmuje średnie lub małe myszowe, przystosowane do różnych trybów życia: nadrzewnego lub naziemnego, w lasach deszczowych, na sawannie lub na półpustyniach. Przodkowie tych gryzoni w miocenie żyli także w Azji i na Półwyspie Iberyjskim.

## Systematyka
Gatunki należące do tej podrodziny były dawniej łączone z myszowatymi, chomikowatymi lub traktowane jako oddzielna rodzina. Analizy filogenetyczne pozwoliły wyłączyć z niej niespokrewnione bliżej kongijkę rdzawą (Deomys ferrugineus) i togomyszkę reliktową (Leimacomys buettneri), dzięki czemu takson ten nie jest już polifiletyczny.

### Podział systematyczny
Do podrodziny należą następujące występujące współcześnie rodzaje:
- Poemys O. Thomas, 1916
- Megadendromus Dieterlen & Rupp, 1978 – nadrzewniak – jedynym przedstawicielem jest Megadendromus nikolausi Dieterlen & Rupp, 1978 – nadrzewniak olbrzymi
- Dendromus A. Smith, 1829 – nadrzewnik
- Dendroprionomys Petter, 1966 – wspinacznica – jedynym przedstawicielem jest Dendroprionomys rousseloti Petter, 1966 – wspinacznica aksamitna
- Prionomys Dollman, 1910 – nadrzewniczka – jedynym przedstawicielem jest Prionomys batesi Dollman, 1910 – nadrzewniczka afrykańska
- Steatomys W. Peters, 1846 – tłustoszka
- Malacothrix J.A. Wagner, 1843 – pustynniczka – jedynym występującym współcześnie przedstawicielem jest Malacothrix typica (A. Smith, 1834) – pustynniczka wielkoucha

Opisano również rodzaje wymarłe:
- Mabokomys Winkler, 1998[12] – jedynym przedstawicielem był Mabokomys lindsayi Winkler, 1998
- Otavimys Mein, Pickford & Senut, 2004[7] – jedynym przedstawicielem był Otavimys senegasi Mein, Pickford & Senut, 2004
- Senoussimys Ameur, 1984[13] – jedynym przedstawicielem był Senoussimys hanifiae Ameur, 1984
- Ternania Tong Haiyan & Jaeger, 1993[14]